# Lucius Porcius Cato
Lucius Porcius Cato (? - 89 v.Chr.) was de jongste zoon van Marcus Porcius Cato Salonianus en had zich politiek verbonden met de optimates. Tijdens zijn ambtstermijn als tribunus plebis (100 v.Chr.) blokkeerde hij menigmaal de voorstellen van zijn populistische collega 
L. Appuleius Saturninus. Tijdens de bellum sociorum ofwel de Bondgenotenoorlog behaalde hij in 90 v.Chr. een overwinning op de troepen van de Etrusken. Het jaar daarop werd hij aangesteld als consul samen met Gnaeus Pompeius Strabo. Tijdens zijn consulaat vervolgde hij de strijd tegen de Bondgenoten, maar werd ongelukkigerwijs tijdens een schermutseling met troepen van de Marsi dodelijk getroffen en overleed. 
Zover bekend is had Lucius Porcius Cato geen kinderen. Hij was de oom van Marcus Porcius Cato Uticensis minor. 